# Заходзько
Заходзько (пол. Zachodzko) — село в Польщі, у гміні Медзіхово Новотомиського повіту Великопольського воєводства.
Населення — 105 осіб (2011).

## Демографія
Демографічна структура станом на 31 березня 2011 року:
|          | Загалом | Допрацездатний вік | Працездатний вік | Постпрацездатний вік |
| -------- | ------- | ------------------ | ---------------- | -------------------- |
| Чоловіки | 53      | 14                 | 33               | 6                    |
| Жінки    | 52      | 9                  | 28               | 15                   |
| Разом    | 105     | 23                 | 61               | 21                   |